# Premi Lumière 2009
La cerimonia di premiazione della 14ª edizione dei Premi Lumière si è svolta il 19 gennaio 2009 all'Hôtel de Ville di Parigi.

## Vincitori
- Miglior film: La classe - Entre les murs, regia di Laurent Cantet
- Miglior regista: François Dupeyron - Aide-toi, le ciel t'aidera
- Migliore sceneggiatura: Samuel Benchetrit - J'ai toujours rêvé d'être un gangster
- Miglior attrice: Yolande Moreau - Séraphine
- Miglior attore: Vincent Cassel - Nemico pubblico N. 1 - L'istinto di morte (Mesrine: L'instinct de mort) / Nemico pubblico N. 1 - L'ora della fuga (Mesrine: L'ennemi public n° 1)
- Migliore promessa femminile: Nora Arnezeder – Paris 36 (Faubourg 36)
- Migliore promessa maschile: Mohammed Bouchaïb – Mascarades
- Miglior film francofono: Il matrimonio di Lorna (Le Silence de Lorna), regia di Jean-Pierre e Luc Dardenne
- Premio del pubblico mondiale: La classe - Entre les murs (Entre les murs), regia di Laurent Cantet